# Arabis lycia
Arabis lycia là một loài thực vật có hoa trong họ Cải. Loài này được Parolly & P.Hein mô tả khoa học đầu tiên năm 2000.